# Utricularia praeterita
Utricularia praeterita är en tätörtsväxtart som beskrevs av Peter Geoffrey Taylor. Utricularia praeterita ingår i släktet bläddror, och familjen tätörtsväxter. Inga underarter finns listade i Catalogue of Life.